# Sindaci di Sessa Aurunca

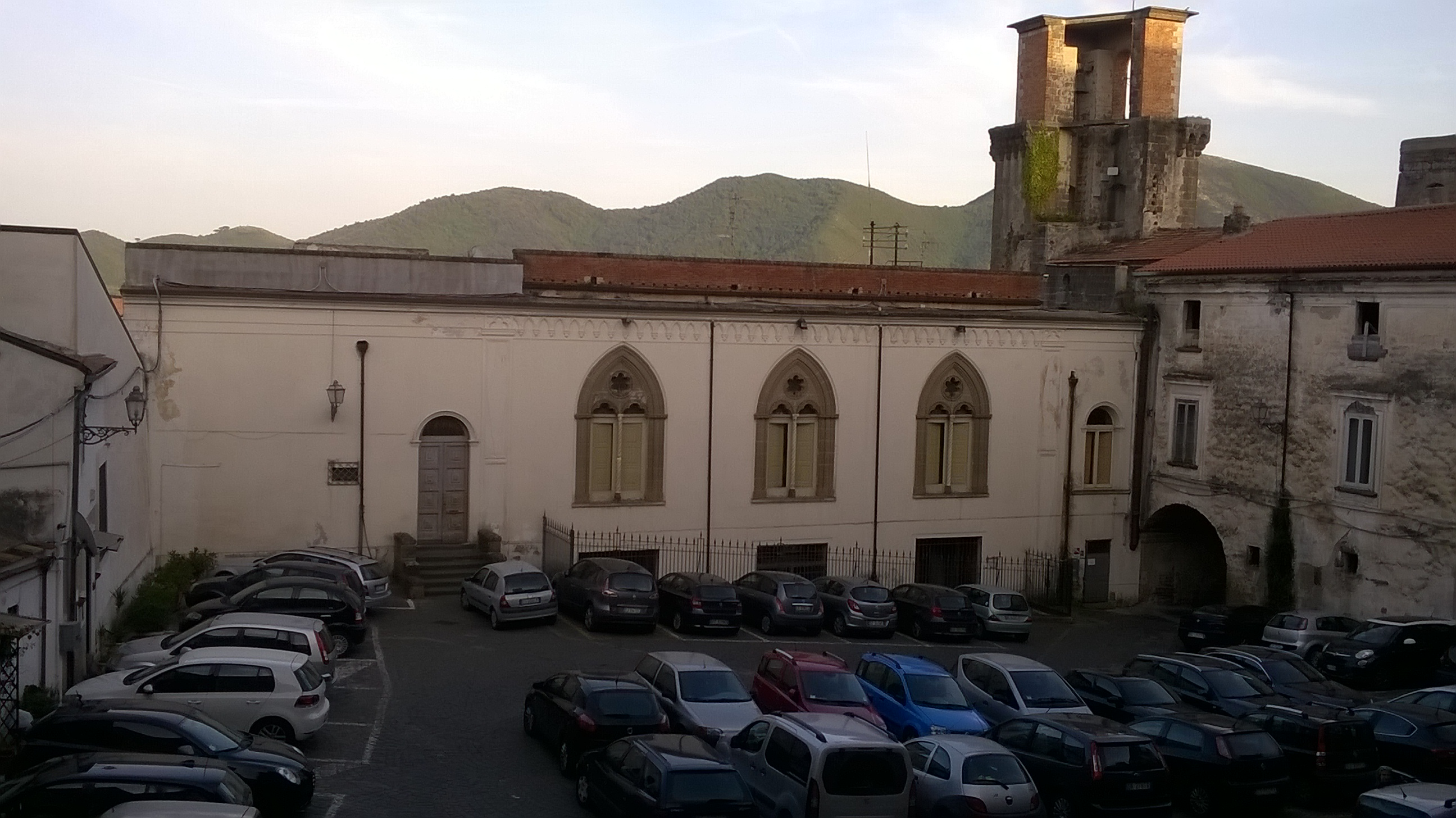
Il palazzo municipale di Sessa Aurunca

Questo elenco riporta i responsabili dell'amministrazione civica del comune di Sessa Aurunca nella provincia di Caserta.

## Sindaci antichi (1268-1861)

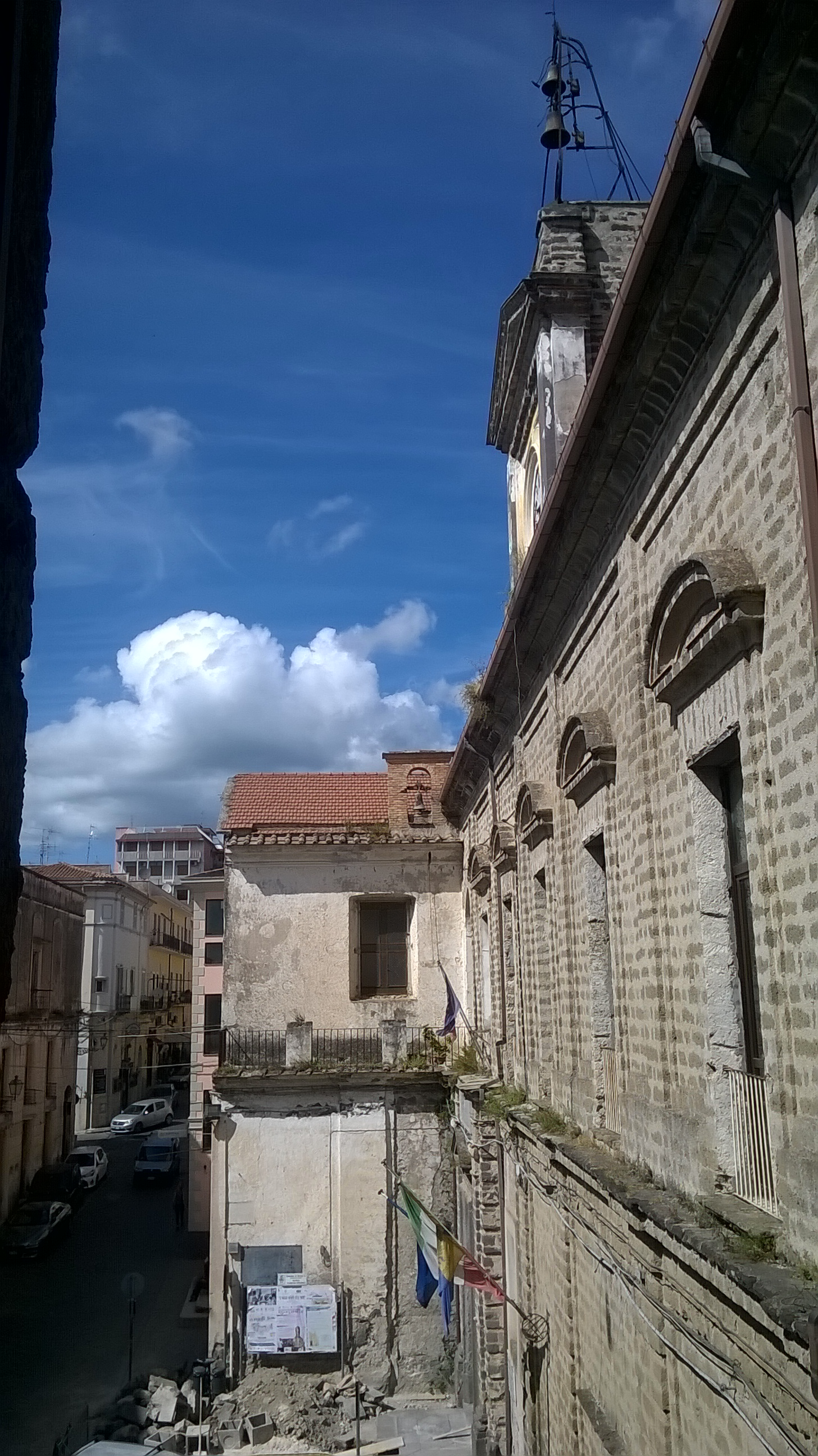
Facciata del Convitto Nazionale Agostino Nifo: dall'atto di vendita dello stabile, datato 1363, si ricavano informazioni sui sindaci dell'epoca

### XIII-XV secolo
- Giovanni de Asprello (1268-1269)
- Giovanni de Asprello, Cesare de Ametista, Taddeo Luongo (1269)
- Benedictus de Pisano, Nicolaus de Gulielmo (1270)
- Sconosciuto (1271-1278)
- Bartholomeum Nicolai de Jacobo, Sandonem de Goffrido, Jacobum de Accone, Tommaso Cutinello, Nicolaum de Franco (1279)
- Sconosciuto (1280-1288)
- Franciscus Cutenellus[2] (1289)
- Johannes de Frido (1292)
- Sconosciuto (1293-1362)
- Giovanni del Sesto, Filippo Spinello, Biagio Todiscus (1363)
- Sconosciuto (1364-1405)
- Lorenzo Gattola, Argento Restella, Enrico Pisani (1406)
- Sconosciuto (1407-1430)
- Antonello de Atti (1431)
- Francesco Baccaro (1433)
- Sconosciuto (1434-1444)
- Ortensio de Matricio (1445)
- Antonio Caracciolo (1449)
- Fabio de Ligorio (1453)
- Fabrizio Guindazzo (1456)
- Sconosciuto (1457-1469)
- Abramo de Francesco (1470)
- Benedetto Galeone, Francesco Barbaro/Baccaro, Carlo Salaro, Marino Colella, Giovanni de Amerose, Beneditto Galiono, Francesco de Nolis (1471-1472)
- Francesco de Asprello, Antonello de Cistis, Masio de Yoia, Nicola Tata, Francesco Todino (1473-1474)
- Francesco Barbaro/Baccaro (1477-1478)[3]
- Ottaviano Cepolla (1479)
- Francesco dello Zio (1480)
- Bartolomeo Piscitello (1481)[4]
- Pietro di Messer Tommaso de Rege (1481-1482)
- Giacomo di Paolo (1483)
- Cola de Tomacello, Francesco di Pippo (1484-1485)
- Bartolomeo Piscitello[3][4] (1489)
- Francesco Testa (1490)
- Battista de Atti, Jacobello Terracina, Salvatore Matano (1490-1491)
- Galeazzo Guindazzo (1491-1492)
- Antonello Ferramonte (1493)
- Giacomo di Paolo, Nicolao di Traetto, Giacomo di Riardo (1494-1495)
- Francesco di Pippo[3] (1498)

### XVI secolo

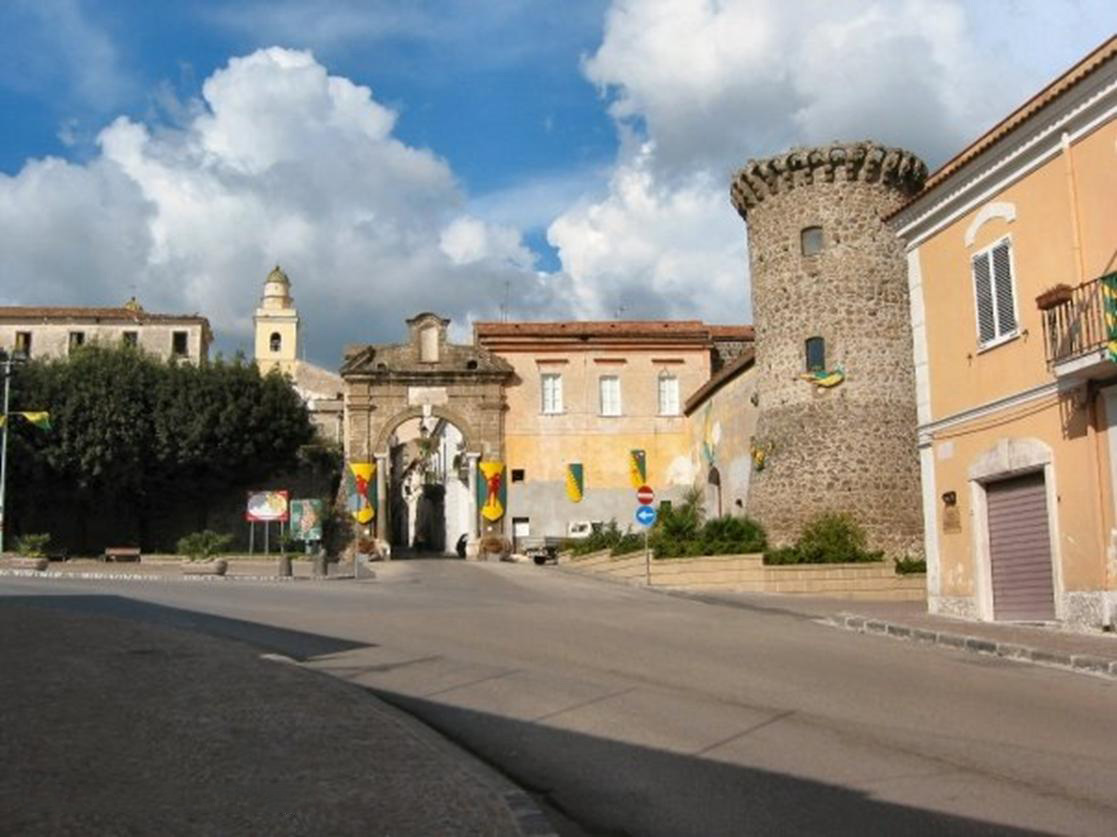
La Porta dei Cappuccini, antico ingresso della città

- Pietro Paolo de Comestabolo, Petruccio Martino, Gaspare Saracino (1501-1502)
- Antonio di Transo, Francesco de Cistis, Antonello Ferramonte[3] (1502-1503)
- Vincenzo Mercadante (1504)
- Agostino Testa (1509)
- Giacomo delle Ceste, Luigi Rosso, Antonello Ferramonte[5] (1510-1511)
- Berardino de Altissimo (1515-1516)
- Nicola de Albito (1516-1517)
- Agostino Testa[3] (1517-1518)
- Antonio de Anna, Angelo di Paolo, Giovanni Impatio (1520-1521)
- Berardino Pascale[4] (1521-1522)
- Vincenzo Ferramonte (1523)
- Giovan Niccolò Spadaro (1525-1526)
- Berardo di Transo, Erasmo de Nolis, Giovanni Impatio[3] (1528)
- Giovan Battista Testa (1529)
- Agostino Testa[5] (1533)
- Berardino de Morico (1533-1534)
- Giovan Berardino di Transo, Antonio de Pippo (1534-1535)
- Agostino Nifo, Marcantonio di Paolo, Cesare Lippo (1535-1536)
- Ioan Paulo de Asprello, Giovanni Floradasa, Cesare Lippo[3] (1541-1542)
- Domenico dell'Isola, Giovan Battista Testa,[3] Giovan Francesco Russo (1542-1543)
- Tommaso Coscia, Leonardo de Pippo, Girolamo Martino (1543-1544)
- Fabio de Galluccio, Cesare Lippo,[5] Ioan Tommaso de Cirello (1544-1545)
- Tommaso de Aranda, Ioan Michele Russo, Vincenzo Cirello (1545-1546)
- Tommaso de Cistis, Nicola di Paolo, Cola de Manso (1546-1547)
- Cesare Cossa, Tommaso di Transo, Cristofaro de Iannetta (1547-1548)
- Vincenzo Gattola, Mactio de Cristiano Pascali, Ioan Battista Scardasoce (1548-1549)
- Ioan Paulo de Asprello,[3] Iacobo di Paulo, Petruccio Martuccio (1549-1550)
- Domenico dell'Isola,[3] Mizio Rocco, Ioanni Carczione (1551-1552)
- Prospero della Marra, Mactio de Cristiano Pascali,[3] Petruccio de Trucco (1552-1553)
- Ioan Paulo de Asprello,[5] Ioan Michele Russo,[3] Francisco Cortellaro (1553-1554)
- Giulio Coscia, Giacomo de Paulo, Vincenzo Cirello[3] (1554-1555)
- Alojsio Coscia, Leone Terracina, Agostino de Maria (1555-1556)
- Domenico dell'Isola,[5] Giovan Francesco Mercadante, Marco Picano (1556-1557)
- Cesare Coscia, Giovan Leone de Castello, Alfonso Sabucco (1557-1558)
- Berardino Suessano, Vincenzo Pascali, Ioan Paulo Lanzalonga (1558-1559)
- Cola Iacovo de Paulo, Mizio de Trucco, Girolamo Franzese (1559-1560)
- Loisi Cossa, Cesare Fuscolillo, Antonio Cola (1560-1561)
- Girolamo di Transo, Nicola Giacomo Parisi, Cesare Cioccaro (1561-1562)
- Berardino Suessano,[3] Pirro de Julianis, Petruccio Zappaglione (1563-1564)
- Girolamo d'Asprello, Giovan Pietro Floradaso, Antonio Nicola de' Quattro Tornisi (1564-1565)
- Cesare di Transo, Leone Mercadante, Agostino de Maria (1568-1569)
- Antonio de Cistis, Eligio de Tutis (1569-1570)
- Scipione Coscia, Alberico Caserta, Marco Picano[3] (1570-1571)
- Cesare di Transo,[3] Cesare Fuscolillo, Marco Antonio Franzese, Cesare della Marra, Giovan Pietro Floradaso,[3] Sebastiano de Gizzio (1572-1573)
- Giovan Vincenzo di Transo, Innocenzo di Leone, Leone Mercadante (1574-1575)
- Tommaso dell'Isola, Giovan Paolo Marino, Francesco Militare (1575-1576)
- Alfonso Sabucco[3][4] (1577-1578)
- Giovan Battista Gattola, Pirro Antonio di Francesco, Iacobo Milano, Scipione Coscia,[3] Leone Mercadante,[3] Marco Picano[5] (1578-1579)
- Giovan Pietro d'Avanzo, Sebastio de Mezzo (1580-1581)
- Giovan Vincenzo di Transo,[3] Cesare de Masellis, Eligio de Tutis (1581-1582)
- Fabio Pascali, Giovan Francesco Martino, Cesare Sacco, Scipione Coscia[5] (1583-1584)
- Cesare della Marra,[3] Giovan Pietro Floradasa, Francesco Militare[3] (1586-1587)
- Giovan Michele Sabucco (1587-1588)
- Ioan Hieronimo de Altissima, Cesare de Mezzo, Cesare de Masellis[3] (1588-1589)
- Angelo di Paolo, Fabrizio Martino, Alessandro Cauto (1589-1590)
- Hieronimo Macza, Ioan Antonio de Capua (1592-1593)
- Alonzo Jove de la Vega, Giovan Leone Zitello, Nicola Giacomo Impaccio (1595-1596)
- Cesare Pascali, Gaspare Ioannetta (1599-1600)

### XVII secolo

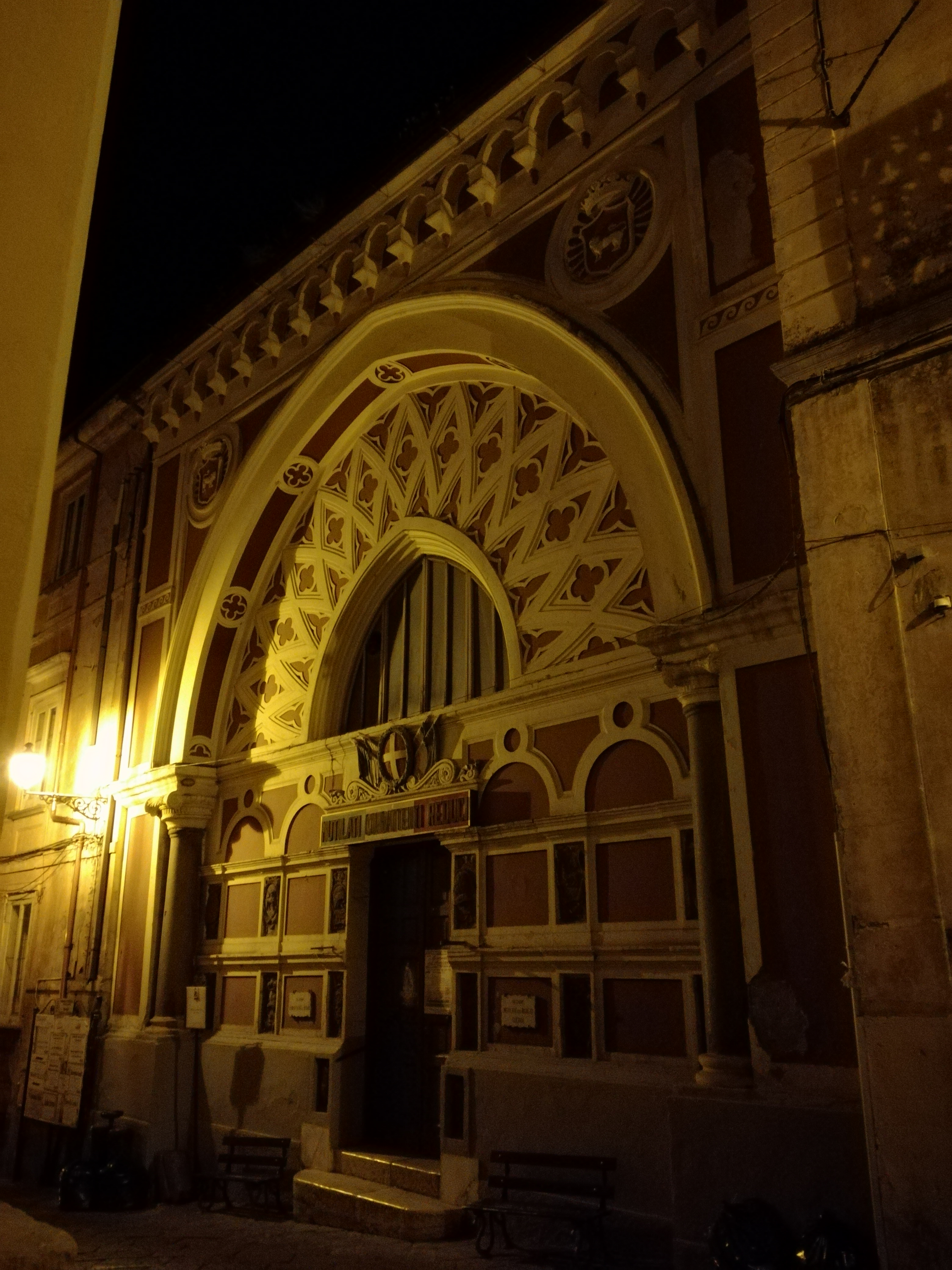
Il Sedile di San Matteo, una delle sedi in cui si riuniva il potere locale

- Girolamo di Transo, Giovan Francesco Martino,[3] Nicola Giacomo Impaccio[3] (1602-1603)
- Battista Gattola, Baldassarre Frezza, Giulio Gaetano (1603-1604)
- Giovan Camillo della Marra, Girolamo Franzese, Pietro di Transo, Monarca de Monarca, Giulio Gaetano[3] (1604-1605)
- Giovan Battista Gattola,[3] Baldassarre Frezza,[3] Consalvo Gyptio (1610-1611)
- Agostino Nifo Medici, Pirro Lanzalongha, Nicola de Mezzo (1611-1612)
- Girolamo di Francesco, Giovan Angelo Grimaldo, Ascanio Melillo (1612-1613)
- Benedetto di Transo, Lucio Frezza, Giulio Cirello (1613-1614)
- Alberico Pascali, Baldassarre Frezza,[5] Consalvo Gizzio (1615-1616)
- Marco Antonio di Transo, Marcello Monarca, Leone Cauto (1616-1617)
- Pietro di Transo, Antonio d'Avanzo, Antonio Gaetano (1617-1618)
- Francesco Pascali, Nuntio Grimaldi, Andrea Cirello (1618-1619)
- Giovan Battista Gattola,[5] Giovan Battista de Castello, Consalvo Gizzio[3] (1619-1620)
- Benedetto di Transo,[3] Girolamo de Traetto (1620-1621)
- Bartolomeo Landi (1623-1624)
- Ascanio Testa del Tufo, Monarca de Monarca,[3] Leone Melillo (1624-1625)
- Aloisio Cossa, Ottavio Bruno (1625-1626)
- Giuseppe della Ratta, Baldassarre Frezza[6] (1626-1627)
- Scipione Pascali, Antonio d'Avanzo,[3] Lucio Marchese (1627-1628)
- Francesco Gattola della Marra, Girolamo Traetto, Mario Lupo (1628-1629)
- Benedetto di Transo,[5] Nuncio Grimaldo, Leone Melillo[3] (1629-1630)
- Alessandro Cossa, Pirro Lanzalonga, Francesco Gizzio (1630-1631)
- Scipione Piscitello, Antonio d'Avanzo,[5] Leone Milano (1631-1632)
- Aloisio Cossa,[3] Girolamo Traetto,[3] Francesco Baccaro (1632-1633)
- Bartolomeo Landi, Leone Cirelli, Giuseppe de Caruso (1633-1634)
- Francesco Gattola della Marra,[3] Pirro Lanzalonga,[3] Francesco Gizzio[3] (1634-1635)
- Francesco Antonio Pippo Ranaldo, Alfonso Picano, Leone Milano[3] (1635-1636)
- Agostino Nifo Medici,[3] Giovan Battista Russo, Leone Melillo[5] (1636-1637)
- Alessandro Coscia, Leone Cirelli,[3] Lucio Marchese[3] (1637-1638)
- Girolamo di Francesco,[3] Girolamo Traetto,[5] Giuseppe de Caruso[3] (1638-1639)
- Francesco Antonio Pippo, Francesco de Castello, Leone Milano[5] (1639-1640)
- Cesare della Marra, Tommaso Traetto, Francesco Gizzio[3] (1640-1641)
- Alfonso Pascali, Francesco Russo, Leone Melillo[6] (1641-1642)
- Scipione Piscitello,[3] Giuseppe Caruso (1642-1643)
- Francesco Mercadante, Cesare Picano (1643-1644)
- Carlo di Lorenzo, Francesco Traetto,[3] Francesco Gizzio[5] (1644-1645)
- Lelio Ricca, Tommaso Traetto,[3] Leone Russo (1645-1646)
- Tommaso Pascali Ratta, Francesco Picano, Lucio Marchese (1646-1647)
- Cesare della Marra,[3] Francesco Traetto,[5] Vincenzo di Bartolo (1647-1648)
- Pietro Di Lorenzo, Nicola Picano, Francesco Gizzio[6] (1648-1649)
- Lelio Ricca,[3] Cesare Picano,[3] Leone Russo[3] (1649-1650)
- Francesco Gattola della Marra,[5] Francesco Traetto,[6] Girolamo Corcione (1650-1651)
- Scipione Piscicello, Erasmo Impatio, Cesare Gaetano (1651-1652)
- Leone Mercadante, Cesare Lanzalonga, Vincenzo Russo (1652-1653)
- Giuseppe della Ratta, Nicola Picano,[3] Lucio Marchese[3] (1653-1654)
- Lelio Ricca,[5] Cesare Picano,[5] Lorenzo Bruno (1654-1655)
- Angelo di Paolo, Agostino dello Villano, Carlo Gaetano (1655-1656)
- Giovan Vincenzo Pascali, Cesare Lanzalonga,[3] Rocco dello Villano (1656-1657)
- Pirro Pascali, Nicola Picano,[5] Cesare dello Villano (1657-1658)
- Bernardo Di Lorenzo, Erasmo Impatio,[3] Leone Russo[5] (1658-1659)
- Lelio Ricca,[6] Emanuele Picano, Vincenzo Russo (1659-1660)
- Pietro Di Lorenzo,[3] Antonio Pascali (1660-1661)
- Bernardo Di Lorenzo,[3] Livio Salerno (1661-1662)
- Francesco Ricca, Carlo di Nora (1662-1663)
- Giovan Battista Gattola, Isidoro dell'Aquilano (1663-1664)
- Francesco della Ratta, Leone Attanasio (1664-1665)
- Francesco Pascali Cutillo, Livio Salerno[3] (1665-1670)
- Pietro Di Lorenzo, Antonio Pascali (1672-1674)
- Giuseppe Pascali, Antonio Pascali,[3] Carlo di Nora[3] (1677-1678)
- Francesco Jove de la Vega, Francesco Jovene (1680-1681)
- Francesco Ricca,[3] Michele Carinola (1681-1682)
- Giuseppe di Paolo, Giuseppe Riccio (1683-1684)
- Berardino Orecchia (1686-1687)
- Sconosciuto (1687-1700)

### XVIII e XIX secolo
- Giovan Leone Zitiello, Giovan Angelo Grimaldi, Leone del Villano (1700-1701)
- Antonio Ricca (1706-1707)
- Nicolò Piscicello, Cesare Grimaldi (1707-1708)
- Lucio Monarca, Nicolò Picano, Michele Leva (1708-1709)
- Nicola di Lorenzo (1722-1723)
- Nicolò di Lorenzo, Stefano Picano, Francesco Aquilano (1724-1725)
- Paolo Pascali,Giacomo Antonio Picano,Girardo Fosciello (1725-1726)
- Cesare Gattola, Tommaso de Fortis, Michele Vacca (1726-1727)
- Angelo di Paolo, Paolo Colacicco, Alessandro Calenzo (1727-1728)
- Nicolò Piscitello, Giuseppe Pollano d'Avanzo, Leone Attanasio (1728-1729)
- Lucio Monarca, Mattia Sisto, Alessandro de Lisi (1729-1730)
- Antonio Grimaldi, Antonio Torino, Lelio Sotis (1730-1731)
- Giuseppe Antonio Sisto, Vincenzo Ajlano, Benedetto Iannucci (1731-1732)
- Giovan Battista Gattola, Francesco Sacco, Giacomo Scotti (1733-1734)
- Leone Mercadante, Paolo Colacicco, Michele Fusciello (1734-1735)
- Lucio Monarca, Antonio Mendillo, Andrea Ciarnella (1735-1736)
- Domenico Piscicelli (che non accetta e rimane interino L. Monarca), Tommaso Picano, Francesco Conte (1736-1737)
- Paolo Pascali, Tommaso de Fortis, Lelio Sotis (1737-1738)
- Girolamo Rotondi, Stefano Picano, Michele Fusciello, Giovan Battista Rotondi (1738-1739)
- Geronimo Rotondi, Leone Sisto, Benedetto Jannucci (1739-1740)
- Nicola Gaetani, Francesco Sacco, Erasmo Capobianco (1740-1741)
- Lucio Monarca, Francesco Olivieri, Onofrio Chiacchera (1741-1742)
- Nicola di Lorenzo, Francesco Venturelli, Lelio Sotis (1742-1743)
- Antonio di Lorenzo, Giuseppe Francillo, Girolamo Fusciello (1743-1744)
- Lelio Ricca, Francesco Sacco, Giuseppe Funiciello (1744-1745)
- Fabio Sabucco, Domenico de Martino, Domenico Ciarnella (1745-1746)
- Giacomo de Paola, Gennaro Colacicco, Francesco Conte (1746-1747)
- Michele de Luca, Vincenzo Ajlano, Giuseppe Antonio Ruggiero (1747-1748)
- Giovanni Battista Russolillo, Francesco Colacicco, Giuseppe Girone (1748-1749)
- Alberto Grimaldi, Tommaso Picano, Michele Fusciello (1749-1750)
- Domenico Monarca, Francesco Venturelli, Andrea Capobianco (1750-1751)
- Ortensio Salerno, Mario Micillo, Domenico Antonio Girone (1751-1752)
- Ortensio Salerno, Marco Micillo, Domenico Antonio Girone (1752-1753)
- Paolo Nifo, Stefano Francillo, Giuseppe Vacca (1753-1754)
- Giuseppe Antonio Sisto, Silvestro de Martino, Lelio Sotis (1754-1755)
- Alberto Grimaldi, Francesco Olivieri, Agostino Matano (1755-1756)
- Scipione di Lorenzo, Fabrizio Froncillo, Giovanni Capozio (1756-1757)
- Domenico Monarca, Stefano Froncillo, Paolo Capozio (1757-1758)
- Ortensio Salerno, Francesco Antonio Sisto, Andrea Capobianco (1758-1759)
- Ortensio Salerno, Francesco Antonio Sisto, Andrea capobianco (1759-1760)
- Giovan Battista Pascali Cutillo, Giuseppe Francillo, Leone d'Onofrio (1760-1761)
- Alberto Grimaldi, Francesco Picano, Erasmo Capobianco (1761-1762)
- Alberto Grimaldi, Mario Micillo, Francesco Conte (1762-1763)
- G. B. Rotondi, Domenico de Fortis, Giovanni Vacca  e poi per l'assenza di questi Domenico Antonio Girone (1763-1764)
- Girolamo della Marra, Stefano Francillo, Giuseppe Ruggiero (1764-1765)
- Bernardo di Lorenzo, Francesco Colacicco, Nunzio Capozio (1765-1766)
- Muzio Cornelio, Francesco Picano, Paolo Capozio e poi in sostituzione Fortunato Micillo, Giuseppe Capozio q. Rocco (1766-1767)
- Ortensio Salerno, Francesco Picano, Vincenzo Fusciello (1767-1768)
- Alberto Grimaldi, Francesco Ant. Sisto, Giovanni Capozio (1768-1769)
- Alberto Grimaldi, Francesco Antonio Sisto, Giovanni Capozio (1769-1770)
- Paolo Ricca, Pietro Bettini, Paolo Capozio (1770-1771)
- Gennaro de Luca, Giuseppe Antonio Gramegna, Francesco Conte (1771-1772)
- Giovan Battista Verrengia, Fabrizio Froncillo, Giuseppe Antonio di Ruggiero (1772-1773)
- Alberto Grimaldi, Benedetto di Petrillo, Leone d'Onofrio (1773-1774)
- Giovan Battista Ricca (1774-1775)
- Giovan Battista Ricca, Giulio di Lorenzo, Giovanni Vacca (1775-1776)
- Girolamo Falco, Annibale di Petrillo, Andrea Fusciello (1776-1777)
- Gennaro Monarca, Vincenzo di Lorenzo, Marcantonio Scotti (1777-1778)
- Vincenzo de Luca, Domenico de Fortis, Francesco Conte (1778-1779)
- Nicola di Paolo di Lorenzo, Fabrizio Froncillo, Paolo Capozio (1779-1780)
- Nicola Russolillo, Vincenzo Matano, Nicola Capozio (1780-1781)
- Nicola Russolillo, Vincenzo Matano, Nicola Capozio (1781-1782)
- Antonio Grimaldi, Fortunato Micillo, Giovanni Vacca (1782-1783)
- Antonio Monarca, Nicola Sisto,  Giuseppe Capozio (1783-1784)
- Angostino Matano, Cristoforo Conte, Vincenzo Sotis (1784-1785)
- Pascale Verrengia, Paolo Capozio, Annibale de Petrillo (1785-1786)
- Antonio Monarca, Michele Francillo, Vincenzo Fusciello (1786-1787)
- Gennaro Monarca, Vincenzo di Lorenzo, Nicola Capozio (1787-1788)
- Scipione Cornelio Vulcano, Girolamo Francillo, Nicandro Girone (1788-1789)
- Scipione Cornelio, Girolamo Francillo, Nicandro Girone (1789-1790)
- Gennaro de Luca, Vincenzo Matano, Giuseppe Vacca (1790-1791)
- Giambattista Ricca, Vincenzo di Lorenzo, Raffaele Funiciello (1791-1792)
- Antonio Monarca, Agostino Matano, Giovanni Vacca (1792-1793)
- Pasquale Verrengia, Gaetano Colacicco, Nicola Capozio (1793-1794)
- Gennaro de Luca, e dopo la sua rinuncia, Ascanio Falco, Antonio di Petrillo, Cristoforo Conte (1794-1795)
- Gaetano Monarca e dopo la sua rinuncia, Francesco Ricca, Pietro Colacicco, Giuseppe Capozio (1795-1796)
- Francesco Ricca, Pietro Colacicco, Giuseppe Capozio (1796-1797)
- Raimondo Gaetani, Benedetto di Petrillo (che non ha esercitato), Angelo Capozio (1797-1798)
- Tommaso Verrengia, Giacomo Matano, Francesco Funiciello (1798-1799)

## Regno d'Italia (1861-1946)

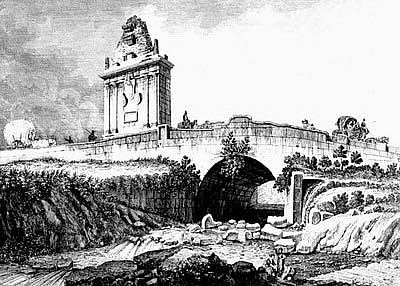
L'originale ponte di Sant'Agata, rimaneggiato dall'amministrazione locale nel XIX secolo e poi quasi interamente distrutto dai bombardamenti della Seconda guerra mondiale (incisione di Luigi Rossini)

| Primo cittadino | Primo cittadino      | Mandato           | Mandato          | Partito                       | Carica                  | Note  |
| Primo cittadino | Primo cittadino      | Inizio            | Fine             | Partito                       | Carica                  | Note  |
| --------------- | -------------------- | ----------------- | ---------------- | ----------------------------- | ----------------------- | ----- |
|                 | Pietro Giordano      | 11 settembre 1861 | 12 dicembre 1862 | Destra storica                | Sindaco                 | —     |
|                 | G. Teti              | 12 dicembre 1862  | 6 febbraio 1863  | —                             | Commissario prefettizio | —     |
|                 | Giulio Ciocchi       | 7 febbraio 1863   | 17 luglio 1863   | —                             | Assessore anziano       | —     |
|                 | Fabrizio Froncillo   | 17 luglio 1863    | 3 febbraio 1865  | —                             | Sindaco                 | —     |
|                 | Gaetano Buonomo      | 3 febbraio 1865   | 18 giugno 1865   | —                             | Regio delegato          | —     |
|                 | Raffaele Padula      | 21 giugno 1865    | 31 dicembre 1865 | —                             | Assessore anziano       | —     |
|                 | Giuseppe Cecere      | 1º gennaio 1866   | 1868             | —                             | Sindaco                 | —     |
|                 | Giulio Ciocchi       | 1868              | 1869             | —                             | Sindaco                 | [ 7 ] |
|                 | Pasquale Ruotolo     | 1869              | 1873             | —                             | Sindaco                 | —     |
|                 | Federico Tumolo      | 1873              | 1876             | —                             | Sindaco                 | —     |
|                 | Giulio Ciocchi       | 1876              | 1877             | —                             | Sindaco                 | [ 3 ] |
|                 | Saverio Favalà       | 1877              | 1877             | —                             | Regio delegato          | —     |
|                 | Sconosciuto          | 1878              | 1878             | —                             | Assessore anziano       | —     |
|                 | Luigi Cecere         | 1879              | 1881             | —                             | Sindaco                 | —     |
|                 | Giacomo Mazza        | 1882              | 1882             | —                             | Regio delegato          | —     |
|                 | Luca Corbo           | 1884              | 1885             | Sinistra storica              | Sindaco                 | —     |
|                 | Ernesto Moro         | 1886              | 1886             | —                             | Regio delegato          | —     |
|                 | Angelo Mancini       | 1886              | 1890             | —                             | Sindaco                 | —     |
|                 | Antonio Ceraldi      | 1890              | 1895             | —                             | Sindaco                 | —     |
|                 | Antonino Russolillo  | 1895              | 1896             | —                             | Sindaco                 | —     |
|                 | Gennaro Tucci        | 1896              | 1896             | —                             | Regio delegato          | —     |
|                 | Domenico Marchegiano | 1897              | 1898             | —                             | Sindaco                 | —     |
|                 | Eugenio Guidetti     | 1896              | 1896             | —                             | Regio delegato          | —     |
|                 | Achille d'Ari        | 1899              | 1901             | —                             | Sindaco                 | —     |
|                 | Cesare Pastore       | 1901              | 1902             | —                             | Sindaco                 | —     |
|                 | Pasquale Giannini    | 1902              | 1913             | —                             | Sindaco                 | —     |
|                 | Pasquale Cimmino     | 1913              | 1914             | —                             | Commissario prefettizio | —     |
|                 | Camillo Irace        | 1914              | 1920             | Partito Liberale Italiano     | Sindaco                 | —     |
|                 | G. Marino            | 1920              | 1920             | —                             | Commissario prefettizio | —     |
|                 | Giuseppe Patrone     | 1920              | 1923             | Partito Liberale Italiano     | Sindaco                 | —     |
|                 | Nicola Guidone       | 1923              | 1924             | —                             | Commissario prefettizio | —     |
|                 | Camillo Irace        | 1924              | 1926             | Partito Nazionale Fascista    | Sindaco                 | [ 3 ] |
|                 | Antonio Omaggio      | 1926              | 1927             | —                             | Commissario prefettizio | —     |
|                 | F. R. Ingrao         | 1927              | 1928             | —                             | Commissario prefettizio | —     |
|                 | Roberto Ausiello     | 1928              | 1928             | —                             | Commissario prefettizio | —     |
|                 | Giuseppe di Transo   | 1928              | 1931             | Partito Nazionale Fascista    | Podestà                 | —     |
|                 | Antonio Rozzera      | 1931              | 1935             | Partito Nazionale Fascista    | Podestà                 | —     |
|                 | Alfredo Laezza       | 1935              | 1939             | Partito Nazionale Fascista    | Podestà                 | —     |
|                 | Raffaele Foti        | 1939              | 1939             | —                             | Commissario prefettizio | —     |
|                 | Giuseppe Patrone     | 1939              | 1943             | Partito Nazionale Fascista    | Podestà                 | —     |
|                 | Adolfo Colacicco     | 1943              | 1946             | Partito Repubblicano Italiano | Sindaco                 | —     |

## Repubblica italiana (dal 1946)
| Primo cittadino | Primo cittadino               | Mandato          | Mandato          | Partito                     | Carica                  | Note                 |
| Primo cittadino | Primo cittadino               | Inizio           | Fine             | Partito                     | Carica                  | Note                 |
| --------------- | ----------------------------- | ---------------- | ---------------- | --------------------------- | ----------------------- | -------------------- |
|                 | Gennaro Ciocchi               | 1946             | 1947             | Partito Liberale Italiano   | Sindaco                 | —                    |
|                 | Francesco Izzo                | 1947             | 1952             | Partito Liberale Italiano   | Sindaco                 | —                    |
|                 | Giuseppe Lubrano              | 1952             | 1953             | Democrazia Cristiana        | Sindaco                 | —                    |
|                 | Vincenzo Lettieri             | 1953             | 1956             | Democrazia Cristiana        | Sindaco                 | —                    |
|                 | Vittorio Di Stasio            | 1956             | 1957             | Democrazia Cristiana        | Sindaco                 | —                    |
|                 | Gennaro Ciocchi               | 1957             | 1960             | Democrazia Cristiana        | Sindaco                 | [ 3 ]                |
|                 | Federico Girfatti             | 1960             | 1963             | Democrazia Cristiana        | Sindaco                 | [ 8 ]                |
|                 | Benedetto Anziano             | 1963             | 1964             | Democrazia Cristiana        | Sindaco                 | —                    |
|                 | Francesco Ianniello           | 1964             | 1966             | Democrazia Cristiana        | Sindaco                 | —                    |
|                 | Antonio Consales              | 1966             | 1972             | Democrazia Cristiana        | Sindaco                 | [ 9 ]                |
|                 | Pietro Ciavela                | 1972             | 1973             | —                           | Commissario prefettizio | —                    |
|                 | Vincenzo Miraglia del Giudice | 1973             | 1975             | —                           | Commissario prefettizio | —                    |
|                 | Fernando Tommasino            | 1975             | 1984             | Democrazia Cristiana        | Sindaco                 | [ 10 ] [ 11 ]        |
|                 | Michele Patrone               | 1984             | 1985             | Democrazia Cristiana        | Sindaco                 | —                    |
|                 | Antonio Consales              | 1985             | 1989             | Democrazia Cristiana        | Sindaco                 | [ 5 ]                |
|                 | Domenico Carfora              | 1989             | 1990             | Democrazia Cristiana        | Sindaco                 | —                    |
|                 | Vincenzo Orabona              | 1990             | 1990             | —                           | Commissario prefettizio | —                    |
|                 | Renato Capriglione            | 1990             | 1993             | Democrazia Cristiana        | Sindaco                 | —                    |
|                 | Vincenzo Madonna              | 1993             | 21 novembre 1993 | —                           | Commissario prefettizio | —                    |
|                 | Elio Meschinelli              | 21 novembre 1993 | 16 novembre 1997 | Partito Socialista Italiano | Sindaco                 | —                    |
|                 | Giuseppe Fusco                | 16 novembre 1997 | 26 maggio 2002   | Partito Popolare Italiano   | Sindaco                 | —                    |
|                 | Elio Meschinelli              | 26 maggio 2002   | 11 giugno 2007   | Democratici di Sinistra     | Sindaco                 | [ 3 ]                |
|                 | Luciano Di Meo                | 11 giugno 2007   | 26 novembre 2010 | La Margherita               | Sindaco                 | [ 12 ]               |
|                 | Luigi Palmieri                | 30 dicembre 2010 | 16 maggio 2011   | —                           | Commissario prefettizio | [ 13 ]               |
|                 | Luigi Tommasino               | 16 maggio 2011   | 19 giugno 2016   | Il Popolo della Libertà     | Sindaco                 | [ 14 ] [ 15 ]        |
|                 | Silvio Sasso                  | 19 giugno 2016   | 29 ottobre 2020  | Partito Democratico         | Sindaco                 | [ 16 ] [ 17 ] [ 18 ] |
|                 | Andrea Cantadori              | 6 novembre 2020  | 4 ottobre 2021   | —                           | Commissario prefettizio | [ 19 ]               |
|                 | Lorenzo Di Iorio              | 4 ottobre 2021   | in carica        | Partito Democratico         | Sindaco                 | —                    |